# Wingst (Höhenzug)

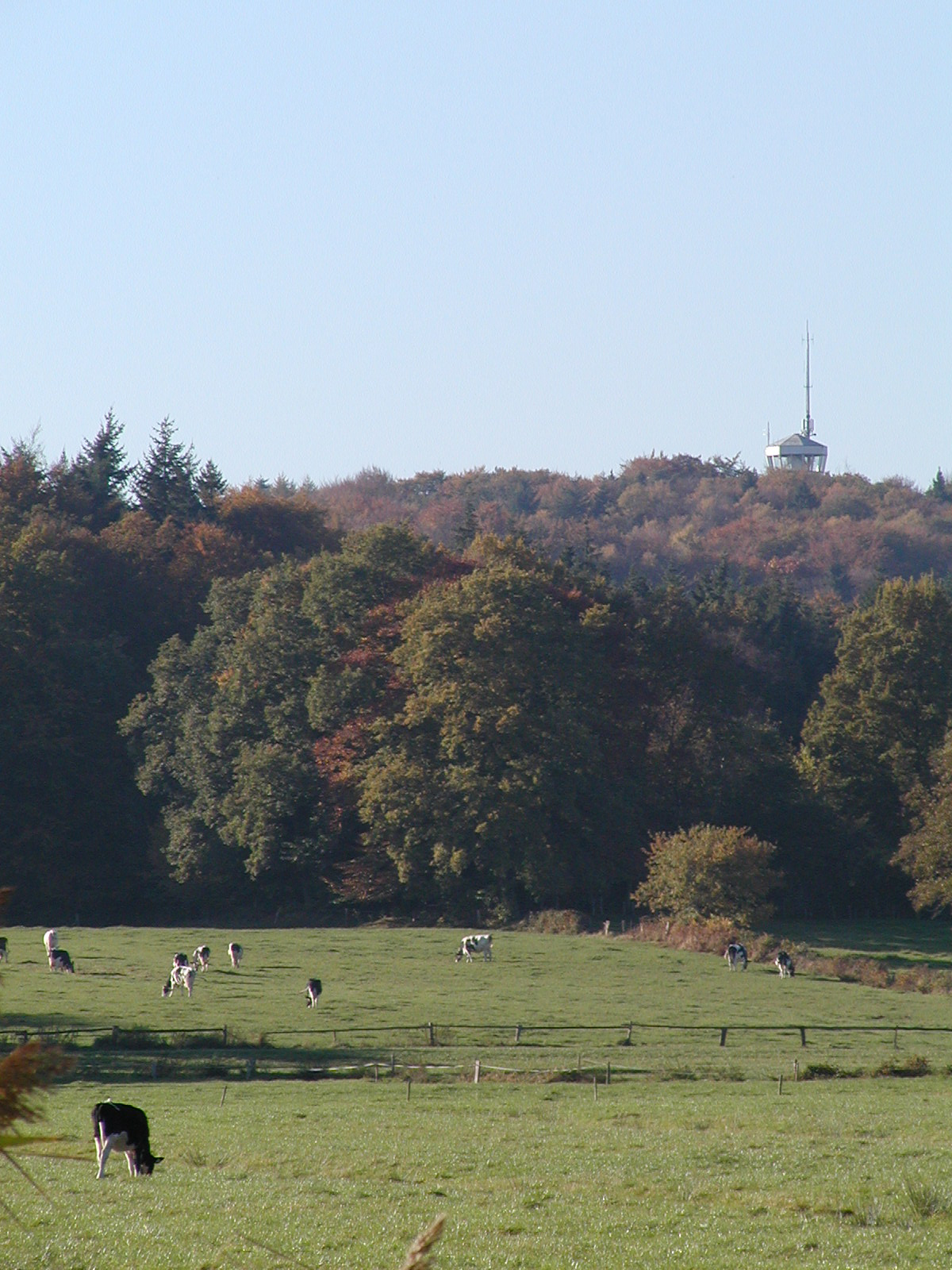
Deutscher Olymp mit Aussichtsturm Deutscher Olymp

Die Wingst im Landkreis Cuxhaven in Niedersachsen ist mit maximal etwa 74 m ü. NHN der höchste Höhenzug der Wesermünder Geest und im Elbe-Weser-Dreieck. Sie ist wie der südsüdöstlich benachbarte Höhenzug Westerberg (66 m), mit der sie einen Teil der Ostgrenze des Landes Hadeln bildet, eine Endmoräne aus der Saalekaltzeit.

## Name
Zur Herkunft des Namens Wingst (vom Riesen Wingis) siehe Absatz Sage und Bergname des Artikels Silberberg (Wingst).

## Geographie

### Lage
Die Wingst liegt im Nordosten des Landkreises Cuxhaven, zwischen dem Land Hadeln im Westen und dem Land Kehdingen im Osten. Sie breitet sich etwas südlich der Mündung der Elbe in die Nordsee und westlich des Unterlaufs der Oste zwischen Cadenberge im Norden und Hemmoor im Südosten aus. In Nord-Süd-Richtung ist sie etwa 5 km lang und in Ost-West-Richtung rund 4 km breit. Der Höhenzug ist von den Ortsteilen der Gemeinde Wingst umgeben. Etwas südsüdwestlich von ihm befindet sich der Balksee mit dem östlich davon gelegenen Varreler Moor. Südsüdöstlich der Wingst leitet die Landschaft zum Höhenzug Westerberg über.

### Naturräumliche Zuordnung
Die Wingst gehört in der naturräumlichen Haupteinheitengruppe Stader Geest (Nr. 63), in der Haupteinheit Wesermünder Geest (633) und in der Untereinheit Cuxhavener Geest (633.1) zum Naturraum Lamstedter Endmoränen (633.10), zu dem auch der Höhenzug Westerberg im Südsüdosten zählt. Nach Westen und Süden fällt die Landschaft sanft in den Naturraum Stinstedter Niederungen (633.11) ab. Nach Norden und Osten fällt sie sanft in den Naturraum Land Kehdingen (670.01) ab, der in der Haupteinheitengruppe Elbmarschen (Elbeniederung; 67) und in der Haupteinheit Harburger Elbmarschen (670) zur Untereinheit Stader Marschen (670.0) gehört.

### Erhebungen
Zu den Erhebungen der Wingst gehören – sortiert nach Höhe in Meter (m) über Normalhöhennull (NHN):
| - Silberberg (74 m) - Gretenberg (ca. 63 m), Silberberg-Nordausläufer - Deutscher Olymp (früher Fahlenberg; 62 m) - Kraienberg (auch Kreienberg; 56 m), Silberberg-Südsüdwestausläufer | - Fuchsberg (32,4 m) - Hasenberg (ca. 32 m) - Kleverberg (25,3 m) - Falkenberg |

Auf dem Deutschen Olymp stehen der Aussichtsturm Deutscher Olymp und das Erdmagnetische Observatorium Wingst.

### Gewässer
Den Norden und Osten der Wingst entwässern zahlreiche kurze Kanäle zur Oste und durch diese zum Elbe-Ästuar. Südlich vorbei am Höhenzug fließt der Remperbach südwestwärts in den Balksee. Dessen Abfluss ist insbesondere der in Nord-Süd-Richtung verlaufende Neuhaus-Bülkauer Kanal, in den kurze Kanäle münden, die den Westen der Wingst entwässern.

## Schutzgebiete
In der Wingst liegt am Deutschen Olymp das Naturschutzgebiet Quellental (CDDA-Nr. 82348; 1976 ausgewiesen; 1,2 ha groß), und an ihre Südwestausläufer stößt das Naturschutzgebiet Balksee und Randmoore/Basmoor und Nordahner Holz (CDDA-Nr. 555514025; 2010; 15,58 km²) mit dem Fauna-Flora-Habitat-Gebiet Balksee und Randmoore/Basmoor und Nordahner Holz (FFH-Nr. 2220-301; 15,13 km²). Im Höhenzug befindet sich das Landschaftsschutzgebiet Quellental, Fahlenberg und Silberberg (CDDA-Nr. 323722; 1938; 48,9 ha).

## Geologie und Geschichte
Die Wingst ist ein mit Mischwäldern bedeckter, kleiner Geestrücken, der als eiszeitliche Moräne gebildet wurde. Sie ist von flach gegliederter Marsch- und Moor-Landschaft umgeben, die sich teils weniger als einen Meter über dem Meeresspiegel befindet. Innerhalb der Wingst gelegene Hünengräber, wie das nahe Dobrock gelegene Großsteingrab Wingst, verweisen auf frühe Besiedlung der Gegend.

## Infrastruktur
Die Wingst ist über die Bundesstraße 73 zu erreichen, die sie im Osten tangiert, bzw. deren Nebenstraßen sowie über die Grüne Küstenstraße, die den Höhenzug im Nordwesten passiert. Die Wingst ist vom Europäischen Fernwanderweg E9 und von regionalen Wanderwegen durchzogen. Am Nordostrand der Wingst befindet sich der Wingster Waldzoo.